# Anne Ducros
Pour les articles homonymes, voir Ducros.
 (décembre 2020).
Si vous disposez d'ouvrages ou d'articles de référence ou si vous connaissez des sites web de qualité traitant du thème abordé ici, merci de compléter l'article en donnant les références utiles à sa vérifiabilité et en les liant à la section « Notes et références ».
Anne Ducros est une chanteuse de jazz française née le 1er décembre 1959 à Longfossé (Pas-de-Calais).
Elle a enregistré 10 albums sous son nom, et a participé à de nombreux enregistrements en tant qu'invitée.

## Biographie
Après des études au conservatoire de Boulogne-sur-Mer, elle se spécialise dans la musique baroque (Couperin, Rameau, Bach) puis décide de se consacrer définitivement au jazz au milieu des années 1980.
En 1989, forte de plusieurs récompenses (1er prix de vocaliste au Festival de Dunkerque, 1er prix de soliste au Festival de Vienne), elle enregistre son premier album, Don't you take a chance qui, malgré une diffusion confidentielle, reçoit un accueil très encourageant, aussi bien de la presse que du public. Son activité scénique prend de l'ampleur, dans le circuit des clubs de jazz comme sur certaines scènes internationales, souvent à l'invitation du pianiste de René Urtreger (1992). Plusieurs rencontres la confortent dans ses orientations artistiques, dont celle avec le contrebassiste Ray Brown.
À partir de 1994, elle développe en parallèle une activité de pédagogue. C'est au sein de la communauté des musiciens que sa réputation se répand. La reconnaissance vient grâce au soutien d'un compatriote nordiste, le violoniste Didier Lockwood, qui lui permet d'enregistrer Purple songs (avec le pianiste Gordon Beck en accompagnateur) publié sur un label d'envergure internationale (Francis Dreyfus Music) en 2001. Cette même année est celle de sa consécration : elle reçoit la même année le prix Billie-Holiday de l'Académie du jazz, un Django d'or et une Victoire de la musique (meilleure artiste vocale). 
Depuis, Anne Ducros a ouvert son répertoire. Elle chante aussi bien les standards que des chansons signées par les Beatles, Carole King, Stevie Wonder ou encore Serge Gainsbourg, ainsi qu'en témoigne son troisième album, Close your eyes, paru en 2003 et qui accueille Toots Thielemans en invité. Cet album lui vaut d’être à nouveau récompensée d’une Victoire de la musique (meilleure artiste vocale 2002).
En 2006, elle publie un album dans lequel elle est accompagnée par Chick Corea, Enrico Pieranunzi, Jacky Terrasson et un complice de longue date, René Urtreger. Piano, piano… est l’album de sa consécration et après l’Europe, lui ouvre l’accès aux scènes les plus prestigieuses du Japon et des États-Unis.
En septembre 2007 a lieu la sortie de Urban tribe, son cinquième album, enregistré à New York en janvier de la même année dans le studio de Tony Bennett par son fils Dae Bennett, en compagnie de la saxophoniste italo-américaine Ada Rovatti. À sa sortie, il entre en 37e position dans le Top 50 des meilleures ventes en France.
En 2008, elle participe en tant que professeur de chant à la saison 8 de Star Academy, sur TF1.
En 2010, elle enregistre un projet en hommage à Ella Fitzgerald, avec les 45 musiciens du Coups de Vents Wind Orchestra, sous la direction de Philippe Langlet et sur des arrangements d'Ivan Jullien. L'album intitulé Ella... my dear, sur lequel on retrouve également Dany Brillant en invité dans Lullaby of Birdland, sort en septembre  sur le label Plus Loin Music, et est présenté le 28 octobre à La Cigale (Paris) ; il lui vaudra d’être nommée aux Globes de Cristal (prix de la presse française) dans la catégorie « interprète féminine de l’année » avec Vanessa Paradis et Yaël Naïm.
En 2013 sort sous le label Naïve son septième album, Either Way... from Marilyn to Ella.
Le 29 août 2013, elle est nommée par Aurélie Filippetti, ministre de la Culture, chevalier de l'ordre national du Mérite.
Le 12 mai 2017 sort Brother ? Brother ! son huitième album, arrangé par le compositeur et arrangeur italien Giuseppe Emmanuele.
Le 28 février 2020 sort son nouvel album Something, enregistré en trio avec le guitariste Adrien Moignard et Diego Imbert à la contrebasse.

## Pédagogie
De 1992 à 2010, Anne Ducros a enseigné et dirigé en tant que directrice pédagogique l’école Prélude à Paris, seule structure dédiée uniquement au jazz vocal, où sont venus s’instruire et pratiquer des centaines d’élèves, amateurs, professionnels ou en voie de professionnalisation. Elle anime depuis vingt ans des ateliers et master-class en France, mais aussi dans d'autres pays d'Europe, aux États-Unis ou encore au Japon.

## Discographie
- 1989 : Don't You Take a Chance, quartet avec George Brown à la batterie, Bruno Micheli aux claviers, Gilles Nicolas à la contrebasse et Roland Tahon à la guitare, Jtb production, Média7. Il contient huit titres, dont un standard : My Funny Valentine.
- 2001 : Purple Song, avec Gordon Beck au piano, Didier Lockwood au violon, Sal La Rocca à la contrebasse et Bruno Castellucci aux percussions, Dreyfus Records.
- 2003 : Close your Eyes, avec Benoit de Mesmay au piano, Toots Thielemans à l'harmonica, Sarah Morrow au trombone, Benoît Fromanger à la flûte, Olivier Louvel à la guitare, David El Malek au saxophone, Minino Garay et Joel Grâce aux percussions, Dreyfus Records. Onze titres dont des reprises de Serge Gainsbourg et de Pierre Dunan / Bruno Coquatrix (Clopin-Clopan).
- 2005 : Piano... piano, avec Chick Corea, Jacky Terrasson, Enrico Pieranunzi, Benoit de Mesmay et René Urtreger au piano, et Sal La Rocca à la contrebasse, Dreyfus Records. Douze titres dont Les Feuilles mortes (Jacques Prévert / Joseph Kosma).
- 2007 : Urban Tribe, avec Ada Rovatti aux saxophones, Olivier Hutman au piano, Essiet Okon Essiet à la contrebasse, et Bruce Cox à la batterie, Dreyfus Records. Onze titres, dont des reprises des Beatles (Sexy Sadie) et d'Otis Redding (Sitting on the dock of the bay).
- 2010 : Ella... my dear, Plus Loin Music. Accompagnée de Jean-Pierre Como (piano), Essiet Okon Essiet (contrebasse), Bruce Cox (batterie) et de l'Orchestre Coups de Vent dirigé par Philippe Langlet
- 2013 : Either way... from Marilyn to Ella, Naïve
- 2017 : Brother? Brother! (contient Déshabillez-moi, de Robert Nyel et Gaby Verlor), Ad Lib
- 2020 : Something, Anne Ducros (vocal), Adrien Moignard (guitare), Diego Imbert (contrebasse), Sunset Records
- 2023 : Anne Ducros Fait son Cinéma (Ad Lib/l’Autre Distribution)

## Récompenses

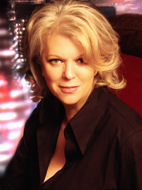
Anne Ducros, en février 2007.

- 1986 : Prix de meilleure soliste et première vocaliste au Festival de Jazz de Dunkerque.
- 1989 : Premier prix de soliste et vocaliste au Festival de Jazz de Vienne.
- 2001 : Prix Billie-Holiday de l’Académie du Jazz.
- 2002 : Django d’or.
- 2002 : Artiste vocal de l'année Victoire de la musique[1].
- 2003 : Artiste vocal de l'année Victoire du Jazz[1].
- 2007 : Donne di Scena – Jazz – Syracuse, Italie.
- 2007 : IAJE (International Association Jazz education) Official Awards - 34th conference, New York.

## Décoration
- Chevalier de l'ordre national du Mérite par Aurélie Filippetti, ministre de la Culture (2013)[2].